# Mashrabiya

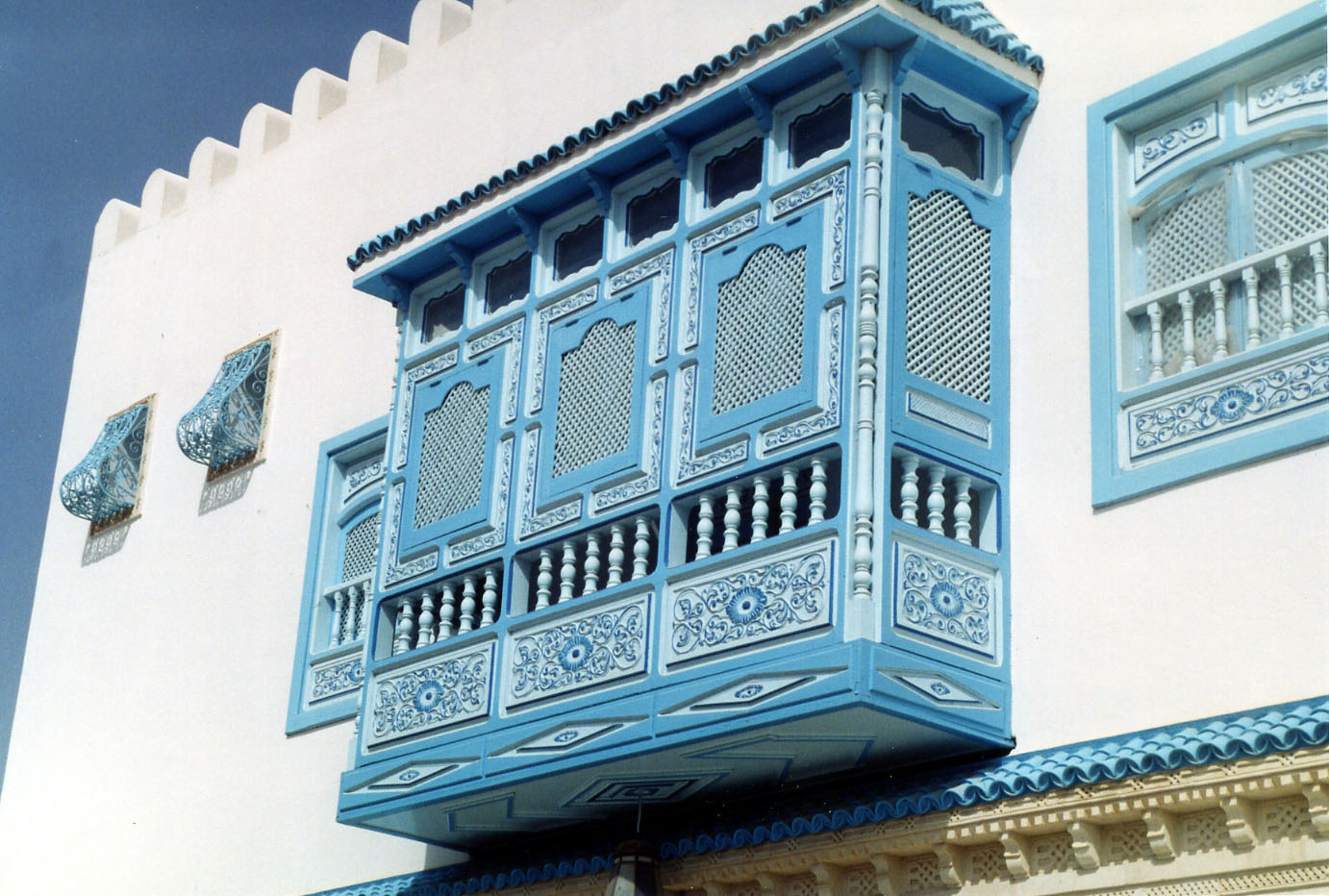
En mashrabiya i Tunisien

Mashrabiya eller Shanasheel, på arabiska مشربية respektive شناشيل, är en typ av burspråk som är vanlig i Mellanöstern. Staden Basra i södra Irak kallas Shanasheelstaden. En mashrabiya är gjord av trä med dekorativa hål som skapar svalka och ljusinsläpp samt förhindrar insyn.

## Historik
Ordet "mashrabiya" har sin rot i ett arabiskt ord för "dryckesplats". Mashrabiyan användes till en början för att förvara och kyla vattenkrukor. Konstruktionen utvecklades så att den i kombination med rummets takhöjd kylde hela rummet och burspråket blev en behaglig plats att sitta på. Den var dessutom skyddad från insyn medan det var möjligt att titta ut. Ett annat ord för mashrabiya är "shansheel" vilket kan betyda "shahens sittplats".
Att konstruktionen sticker ut bidrar både till ökad luftgenomströmning och större möjlighet att ta del av gatulivet. Konstruktionen är gjord med större hål nedtill för ytterligare ökad lufttillförsel och de är tillverkade av sammanfogade smådelar för att förhindra sprickbildning i det torra klimatet. Mashrabiyan bidrog till västerlandets mystifierande av Mellanöstern och kopplades samman med myterna om harem.
På trånga gator utgjorde de torra träkonstruktionerna en brandfara som ökade risken för elden att sprida sig mellan våningarna och husen.